# Chiến tranh Bảy ngày (Trung Đông)
Ngày 25 tháng 7 năm 1993, quân Israel mở cuộc tấn công kéo dài 7 ngày vào Liban, gọi là Chiến dịch Hạch tội (tiếng Anh: Operation Accountability), với 3 mục đích: đánh nhóm Hezbollah, tàn phá nơi trú ẩn của nhóm này, và đuổi dân tị nạn Palestine để tạo áp lực bắt Liban phải trừng trị Hezbollah. Thường dân Liban và Palestine bị ảnh hưởng chiến tranh rất nặng nề.